# Somewhere Far Beyond
Somewhere Far Beyond ist das vierte Album der deutschen Metal-Band Blind Guardian. Die Produktion dauerte von März bis Mai 1992, aufgenommen wurde im Karo Studio Brackel bei Hamburg. Das Album erschien am 29. Juni. Das Cover-Artwork wurde wie schon beim Vorgängeralbum von Andreas Marschall gestaltet.
Von vielen Fans wird das Album als die beste Veröffentlichung der Band bezeichnet, mit der sie sich weiter vom ursprünglichen Stil abwenden und ihren eigenen Musikstil entwickelten. Das wohl bekannteste Lied der Band, die Ballade The Bard’s Song (In the Forest), befindet sich auf diesem Album. Auf den Konzerten der Band wird es von den Fans größtenteils im Alleingang gesungen.  Es handelt sich bei dem Lied um eine Ballade, deren Text von den Werken J. R. R. Tolkiens inspiriert ist. Das nachfolgende Lied The Bard’s Song – The Hobbit behandelt speziell Tolkiens Der Hobbit. The Quest for Tanelorn ist angelehnt an Michael Moorcocks Saga vom ewigen Helden. Time What Is Time behandelt das Thema des Films Blade Runner bzw. dessen Romanvorlage Träumen Androiden von elektrischen Schafen?. Somewhere Far Beyond behandelt die ersten beiden Bände von Stephen Kings Saga Der Dunkle Turm.
Die beiden Bonuslieder Spread Your Wings (Queen) und Trial by Fire (Satan) sind beides Coverversionen. Bei The Quest for Tanelorn spielt Kai Hansen die Lead-Gitarre.

## Titelliste
1. Time What Is Time – 5:42
2. Journey Through the Dark – 4:45
3. Black Chamber – 0:56
4. Theatre of Pain – 4:15
5. The Quest for Tanelorn – 5:53
6. Ashes to Ashes – 5:58
7. The Bard’s Song (In the Forest) – 3:09
8. The Bard’s Song (The Hobbit) – 3:52
9. The Piper’s Calling – 0:58
10. Somewhere Far Beyond – 7:28
11. Spread Your Wings – 4:13 (Bonussong)
12. Trial by Fire  – 3:42 (Bonussong)
13. Theatre of Pain (Classic Version) – 4:13 (Bonussong)

Die Bonustracks sind auf allen CD-Veröffentlichungen des Albums enthalten.
2024 erschien Somewhere Far Beyond – Revisited mit der Neuaufnahme der ersten 10 Titel sowie zwei Bonustonträgern (CD, Blu-ray) mit Liveaufnahmen der Songs und weiterer Titel. Die Neuausgabe brachte in Deutschland mit Platz 14 in den Charts eine neue Höchstplatzierung. In Österreich und der Schweiz konnte sich das Album 2024 erstmals platzieren.